# Johannes Knoblauch

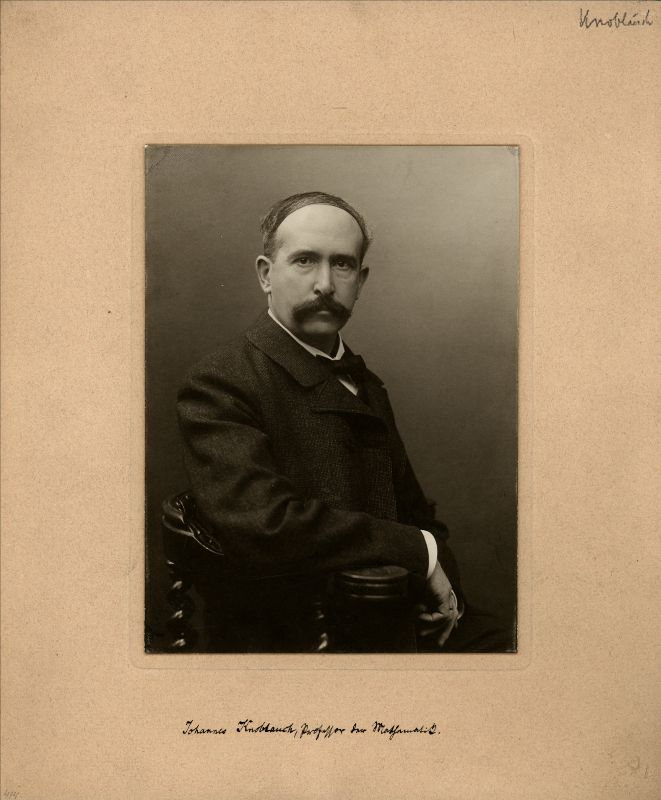
Johannes Knoblauch

Johannes Knoblauch (* 27. August 1855 in Halle (Saale); † 22. Juli 1915 in Berlin) war ein deutscher Mathematiker.

## Leben
Der Sohn des Physik-Ordinarius Karl Hermann Knoblauch war verwandt mit der Berliner Kaufmannsfamilie Knoblauch. Sein jüngerer Halbbruder, aus der zweiten Ehe seines Vaters, war Oskar Knoblauch. Ab 1872 studierte er Jura, Mathematik und Physik in Halle, Heidelberg und Berlin, wo er 1882 mit einer Arbeit Ueber die allgemeine Wellenfläche promovierte. Ab 1879 hatte er schon in Halle und Berlin am Gymnasium zum Grauen Kloster unterrichtet. Nach seiner Habilitation im Jahr 1883 war er Privatdozent. 1883 bis 1885 war sein Freund Heinrich von Stein zu Gast bei ihm im Knoblauch-Haus in der Poststraße 23. 1889 wurde er an der Friedrich-Wilhelms-Universität in Berlin a.o. Professor der Mathematik. 1906/07 setzte er sich mit Kazimierz Żorawski über neue gruppentheoretische Methoden auseinander. Er war Gründungsmitglied der Berliner Mathematischen Gesellschaft. Für 13 Jahre gehörte er dem Redaktionskomitee des Crelleschen Journals an.

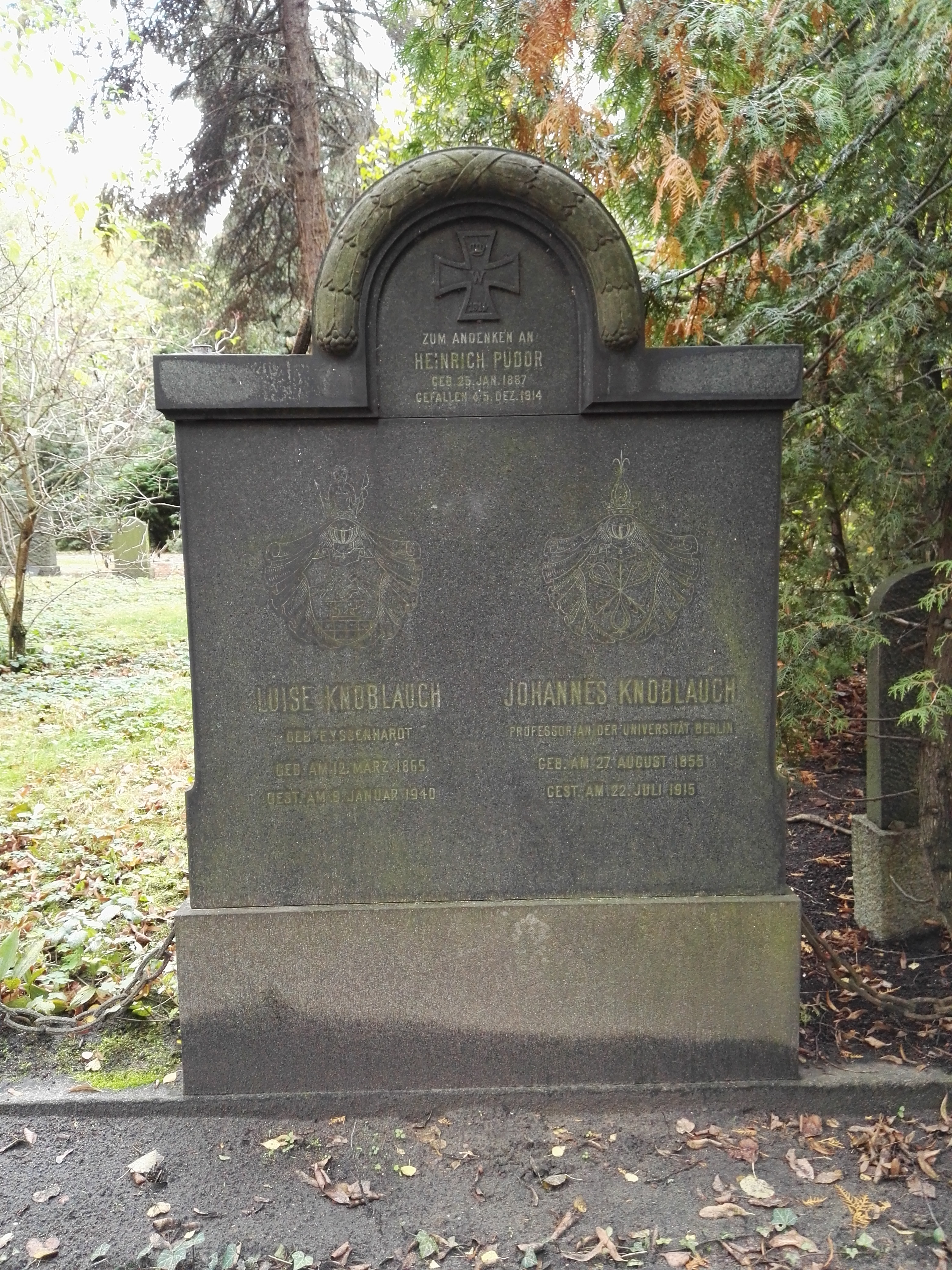
Grabstätte

Verheiratet war er mit Luise, geb. Eyssenhardt (1865–1940). Er ist auf dem St.-Marien- und St.-Nikolai-Friedhof I in Berlin-Pankow bestattet.

## Veröffentlichungen
- Theorie der algebraischen Curven und Flächen höherer Ordnung. 1885
- Einleitung in die allgemeine Theorie der krummen Flächen. 1888
- Grundlagen der Differentialgeometrie.
- Ueber Biegungscovarianten. 1892
- mit Weierstraß, Hettner Rothe: Mathematische Werke.
- mit Weierstraß, Hettner Rothe: Vorlesungen über die Theorie der Elliptischen Functionen.
- Vorlesungen über die Theorie der Elliptischen Functionen.
- Die Biegungs-Invarianten und Kovarianten von gegebener Ordnung. 1906
- Ein Bildnis Leonhard Eulers in Privatbesitz. 1911
- Die Differentialgleichung der Flächen mit isometrischen Krümmungslinien. 1912